# Karl Kollbach
Karl Kollbach (* 1858 in Mülheim am Rhein; † 27. Juni 1911 in Remagen) war ein deutscher Lehrer und Reiseschriftsteller.
Kollbach war als Lehrer an der Oberrealschule in Bonn tätig, bevor er 1894 zum Kreisschulinspektor des Kreises Ahrweiler ernannt wurde und im gleichen Jahr nach Remagen umzog. 1905 wurde er Vorsitzender des Verschönerungsvereins Remagen, den er bis zu seinem Tod leitete. 1906 initiierte Kollbach die Gründung des Vereins zur Erhaltung der Erpeler Ley, der sich erfolgreich für die Rettung dieses Remagen gegenüberliegenden Basaltfelsens einsetzte. Sein gleichnamiger Sohn (* 1895) gründete später einen eigenen Verlag. Karl Kollbach starb 1911 an den Folgen eines Dienstunfalls.

## Veröffentlichungen (Auswahl)
- Bilder vom Rhein
- Die deutschen Alpen
- Von der Tatra zur Sächsischen Schweiz
- Von der Elbe zur Donau, Köln 1899
- Hinaus in die Ferne! Ratschläge für junge Wanderer, [1909]
- Naturwissenschaft und Schule, Methodik der gesamten Naturwissenschaft für höhere Lehranstalten und Volksschulen mit Grundzügen zur Reform dieses Unterrichtes, 1888
- Deutscher Fleiß. Wanderungen durch die Fabriken, Werkstätten und Handelshäuser Westdeutschlands. 2 Bände.